# 土谢图汗部扎萨克亲王

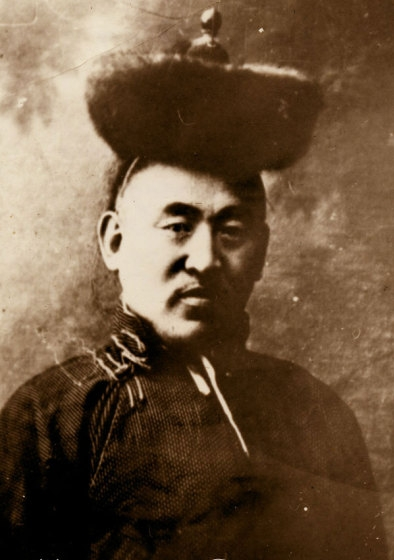
蒙古獨立首功之人亲王杭达多尔济

土谢图汗部右翼左旗扎萨克和硕亲王为清朝外扎萨克蒙古喀爾喀後路土谢图汗部右翼左旗的世袭扎萨克和硕亲王。清康熙三十五年（1696年）车木楚克纳木札勒（土谢图汗衮布之子）被封为扎萨克辅国公，雍正元年（1723年）晋多罗贝勒，后追封多罗郡王，乾隆二十一年（1756年）齐巴克雅喇木丕勒晋封和硕亲王，诏世袭罔替。1911年外蒙古独立后，博克多汗授予其“额尔德尼戴青”称号。蒙古人民党政府在1923年废除外蒙古的扎萨克王公制度。

## 土谢图汗部扎萨克亲王世系
| 世代   | 姓名             | 年份           | 备注               |
| ------ | ---------------- | -------------- | ------------------ |
| 第一代 | 车木楚克纳木札勒 | 1696年－1732年 |                    |
| 第二代 | 成衮札布         | 1732年－1746年 | 车木楚克纳木札勒子 |
| 第三代 | 齐巴克雅喇木丕勒 | 1746年－1777年 | 成衮札布子         |
| 第四代 | 齐巴克多尔济     | 1777年－1797年 | 齐巴克雅喇木丕勒子 |
| 第五代 | 齐巴克札布       | 1797年－1801年 | 齐巴克多尔济子     |
| 第六代 | 车布登多尔济     | 1801年－1838年 | 齐巴克札布子       |
| 第七代 | 额林沁多尔济     | 1838年－1853年 | 车布登多尔济子     |
| 第八代 | 车林多尔济       | 1854年－1892年 | 额林沁多尔济子     |
| 第九代 | 杭达多尔济       | 1892年－1915年 | 车林多尔济孙       |
| 第十代 | 扎木巴尔多尔济   | 1915年－1923年 | 杭达多尔济子       |